# Intrapora leunisseni
Intrapora leunisseni är en mossdjursart som beskrevs av Ernst 2008. Intrapora leunisseni ingår i släktet Intrapora och familjen Intraporidae. Inga underarter finns listade i Catalogue of Life.